# Musaryzm
Musaryzm, (ruch) Musar, niekiedy Mussar (hebr. מוסר chłosta, ale także upomnienie) – ruch religijny w judaizmie, zapoczątkowany w połowie XIX w. przez rabina Izraela ben Zeewa Wolfa Lipkina zwanego Salanterem, (1810–1883). Musaryzm powstał w środowisku ortodoksji mitnagdim, wschodnioeuropejskiej, głównie litewskiej. Oparty był na ideach ascetyzmu i rygoryzmu moralnego. Celem tych praktyk było samodzielne przezwyciężenie, na drodze kontemplacji, wewnętrznych przeszkód w drodze do świętości.
Za początek musaryzmu uważa się założenie przez Lipkina sztybla w Wilnie w 1842 r. Był on przeznaczony dla kupców, którzy mieli tam gromadzić się w szabat, by rozważać kwestie etyczne. Pomimo pewnych oporów musaryzm zyskał znaczne wpływy w głównych uczelniach talmudycznych Litwy (Mir, Słobodka, Telec, Kielmy, Wołożyn). Do programu nauczania włączono studiowanie lektury tyczącej się praktycznej pobożności (zwanej właśnie musar). Prowadzono specjalne dzienniczki, w których notowano swe przeżycia związane z lekturą, które miały pomagać w samodzielnym moralnym doskonaleniu się. Odbywano także pogadanki na tematy moralne pod kierunkiem specjalnego nadzorcy (maszgijach). Początkowo musaryzm prezentował stanowisko izolacjonistyczne, ale w okresie międzywojennym włączył się w działalność misyjną, mającą na celu moralną odnowę judaizmu. Do dziś z ducha musaryzmu czerpią jesziwy odwołujące się do tradycji Żydów litewskich.